# Страховая пенсия по старости
Страховая пе́нсия по ста́рости — ежемесячные пожизненные выплаты, производимые гражданам, достигшим установленного возраста, в связи с их длительной трудовой и иной общественно полезной деятельностью и соизмеримые, как правило, с их прошлым заработком. 

## Начисление страховой пенсии по старости
Возраст выхода на пенсию и иные особенности пенсионного регулирования в России определены в федеральном законе от 28.12.2013 № 400-ФЗ «О страховых пенсиях в РФ». К таким особенностям относятся:
- пенсия назначается пожизненно;
- требуется наличие длительного страхового стажа;
- требуется необходимое количество пенсионных баллов;
- пенсия от фактического состояния трудоспособности не зависит.

Начиная с 2019 года, условием возникновения права на страховую пенсию по старости является достижение возраста 65 лет мужчинами и 60 лет женщинами, 15 лет трудового стажа и 30 пенсионных баллов. До 2019 г. действовали значения 60 и 55 лет, соответственно. Повышение возраста выхода на пенсию происходит плавно: по полгода вплоть до 2028 года. Отдельные категории граждан имеют право на назначение страховой пенсии по старости досрочно.
Количество пенсионных баллов зависит от начисленных и уплаченных страховых взносов в систему обязательного пенсионного страхования и длительности страхового (трудового) стажа. За каждый год трудовой деятельности гражданина при условии начисления работодателями или им лично страховых взносов на обязательное пенсионное страхование у него формируются пенсионные права в виде пенсионных баллов. Максимальное количество пенсионных баллов, которое можно набрать за год: - 10. Пенсионные баллы можно докупить, но не более половины стажа.

## Размер пенсии по старости
Страховой стаж, как общий, так и специальный, оказывает влияние и на размер пенсии. Основа для определения размера пенсии — заработок, а дополнительные начисления к пенсии зависят от продолжительности общего трудового стажа и специального страхового стажа. Размер пенсии по старости зависит от возраста гражданина, размера заработной платы и накоплений. Страховая пенсия по старости рассчитывается по формуле: СП = ИПК×СИПК + ФВ, где:
- ИПК — сумма всех пенсионных баллов, начисленных на дату назначения страховой пенсии
- СИПК — стоимость пенсионного балла в году назначения страховой пенсии, ежегодно индексируемая государством с 01 января (в 2024 - 133,05 р.)[3]
- ФВ — фиксированная выплата, ежегодно индексируемая государством (в 2024 году — 8134,88 руб.)

При наличии права на повышение пенсии по нескольким основаниям увеличение её размера производится по каждому из них.

## Пример расчета пенсии по старости
В 2024 году стоимость одного пенсионного балла составляет 133,05 руб, см. Федеральный закон от 03.10.2018 N 350-ФЗ.  В год можно заработать до 10 пенсионных баллов, каждый балл соответствует суммарной годовой зарплате в 2 225 000 руб, или 185 417 руб. в месяц, см. Постановление Правительства РФ от 10.11.2023 N 1883 "О единой предельной величине базы для исчисления страховых взносов с 1 января 2024 г." Каждому участнику накопленные баллы засчитываются без округления.
Таким образом, если человек накопил за свою трудовую карьеру 400 баллов (40 лет по 10 баллов), то его пенсия по старости составит 400 * 133,05 + 8 134,88 = 61 355 руб. в месяц. Такая пенсия позволяет заместить заработок на 33% =  61 355  / 185 417.
Eсли человек получал в 2024 году минимальную зарплату в 19 242 руб. в месяц, он получит 1,04 = 19 242 * 12 / 2 225 000 балла. Зарабатывая по 1,04 бала на протяжении 40 лет, человек получит пенсию в размере 1,04 * 40 * 133,05 + 8 134,88 = 13 700 руб. в месяц. Такая пенсия позволяет заместить заработок на 71% =  13 700  / 19 242.

## Увеличение пенсии по старости
Заработать пенсионные баллы можно не только получая зарплату. Баллы можно получить за социально значимые периоды в жизни, например:
- Отпуск по уходу за ребенком до полутора лет, 1,8 балла в год за первого ребенка, 3,6 балла в год за второго ребенка, 5,6 балла в год за третьего (и больше) ребенка
- Участие в спецоперации — 3,6 балла за полный календарный год
- Уход за ребенком-инвалидом — 1,8 балла в год
- Уход за пожилым человеком старше 80 лет — 1,8 балла в год
- Служба в армии по призыву — 1,8 балла в год.

Кроме того, пенсионные баллы и размер фиксированный выплаты увеличиваются если отложить время выхода на пенсию. При выходе на пенсию на 5 лет позже положенного срока пенсионные баллы и фиксированная выплата увеличиваются в 1,36 раза, при выходе на пенсию на 10 лет позже положенного срока - в 2,11 раза.
Для некоторых категорий граждан увеличивается фиксированная выплата, например
- Граждане с одним иждивенцем — 10846,51 руб.
- Граждане старше 80 лет без иждивенцев — 16269,76 руб.
- Граждане, достигшие возраста 80 лет или являющиеся инвалидами I группы, на иждивении которых находятся один нетрудоспособный член семьи, — 18981,39 руб.
- Граждане не имеющие иждивенцев, проработавшие не менее 15 календарных лет в районах Крайнего Севера, — от 12202,32 руб. в зависимости от возраста и наличия иждивенцев